# Joey Yung
Joey Yung (in caratteri cinesi tradizionali 容祖兒; Hong Kong, 16 giugno 1980) è una cantante e attrice cinese  di Hong Kong.

## Discografia

### Discografia in lingua cantonese
Album studio
- 1999 - Joey EP
- 2000 - Don't Miss
- 2000 - Who Will Love Me
- 2001 - All Summer Holiday
- 2001 - Solemn on Stage
- 2002 - Something About You
- 2003 - My Pride
- 2003 - Show Up!
- 2004 - Nin9 2 5ive
- 2004 - Give Love a Break
- 2005 - Bi-Heart
- 2006 - Ten Most Wanted
- 2006 - Close Up
- 2007 - Glow
- 2008 - In Motion
- 2009 - A Time for Us
- 2010 - Joey Ten
- 2010 - Airport
- 2011 - Joey & Joey
- 2013 - Little Day
- 2014 - Me, re-do

Raccolte
- 2001 - Love Joey
- 2002 - Love Joey 2
- 2005 - Love Joey 3
- 2008 - Love Joey 4
- 2013 - Hopelessly Romantic Collection
- 2013 - All Delicious Collection

### Discografia in lingua cinese-mandarino
- 2001 - Honestly (說真的)
- 2002 - A Person's Love Song (個人的情歌)
- 2003 - Lonely Portrait (獨照)
- 2006 - Jump Up – 9492
- 2007 - Little Little (小小)
- 2009 - Very Busy (很忙)
- 2012 - Moment